# Leona Theron
Leona Valerie Theron (* 7. November 1966 in Wentworth, Durban) ist eine südafrikanische Juristin. Sie ist Richterin am Verfassungsgericht der Republik Südafrika und die erste Coloured, die in diese Funktion berufen wurde.

## Leben und Wirken
Theron wurde in ärmlichen Verhältnissen in der zu Durban gehörigen Township Wentworth geboren. Unter der Apartheid zählte Theron zu der Bevölkerungsgruppe der Coloured, obwohl eine ihrer Großmütter den Zulu angehörte. Um ihre Schulgebühren und Musikstunden bezahlen zu können, begann Therons Mutter mit dem Verkauf von Kokosnusseis und -konfekt. Später übernahm Theron selbst das Geschäft. Nach Erwerb der Hochschulreife schrieb sie sich 1984 an der Universität von Natal für das Studium der Rechtswissenschaften ein. 1987 erwarb sie dort den Bachelor of Arts und den Bachelor of Laws. Auch während ihres Studiums musste sie sich durch Nebentätigkeiten als Bibliotheksassistentin und Kassiererin ihren Unterhalt hart verdienen.
Nach verschiedenen juristischen Praktika und Aushilfstätigkeiten bei südafrikanischen Anwaltskanzleien und Unternehmen ging Theron 1989 als Fulbright-Stipendiantin an die Georgetown University, wo sie 1990 den Master of Laws erwarb und für die Internationale Arbeitsorganisation arbeitete. 1990 kehrte sie nach Südafrika zurück und wurde dort als Anwältin am Obergericht von Südafrika zugelassen. Über die nächsten neun Jahre war sie in KwaZulu-Natal als Rechtsanwältin tätig. Bei den ersten demokratischen Wahlen in Südafrika 1994 war sie als Wahlhelferin tätig und wurde vom dort gewählten Präsidenten Nelson Mandela im Folgejahr zum Mitglied einer Kommission ernannt, die Unregelmäßigkeiten in den ehemals selbstständigen und nun in die Republik Südafrika wiedereingegliederten TBVC-Staaten Transkei, Bophuthatswana, Venda und Ciskei aufklären sollte.
Am 15. Oktober 1999 wurde Theron zur Richterin am Obergericht von KwaZulu Natal (Kwazulu-Natal High Court) ernannt. Damit war sie im Alter von 32 Jahren die jüngste Richterin Südafrikas und die erste „nichtweiße“ Richterin in diesem Amt. In dieser Zeit war sie auch nicht ständiges Mitglied des obersten südafrikanischen Berufungsgerichts (Supreme Court of Appeal). In dieser Zeit war ihr Name auch immer wieder im Gespräch, wenn es um die Besetzung höherrangiger Posten ging, letztlich wurden aber immer andere Bewerber vorgezogen. 2010 wurde sie schließlich zum ständigen Mitglied am obersten südafrikanischen Berufungsgericht ernannt.
Am 1. Juli 2017 ernannte Präsident Jacob Zuma Theron als Nachfolgerin von Johann van der Westhuizen zur Richterin am Verfassungsgericht der Republik Südafrika. In ihren Entscheidungen legt Theron eine zumeist liberale Haltung an den Tag. Mehrfach hat sie in ihren Entscheidungen die Rechte von Frauen und Minderheiten gestärkt.
Theron ist verheiratet und Mutter von vier Kindern.